# André Quenum
André Quenum né le 2 novembre 1966 au Bénin (Dahomey), et mort le 11 novembre 2014 à Cotonou est un prêtre catholique béninois, journaliste et directeur de publication de l’Hebdomadaire La Croix du Bénin jusqu'à sa mort en 2014. Il est ordonné prêtre le 3 février 1993 par le Pape Jean-Paul II lors de sa seconde visite apostolique au Bénin.

## Biographie

### Formation
En juin 1986, André Quenum obtient le baccalauréat au Séminaire Notre Dame de Fatima à Parakou puis un autre baccalauréat en théologie au Grand séminaire Saint Gall de Ouidah en 1992. Il est ordonné prêtre par le Pape Jean-Paul II le 3 février 1993. Entre 1998 et 1999, il obtient un certificat en multimédia et un master en journalisme à l'Université Duquesne en Pennsylvanie aux USA en juillet 2004, puis un Ph.D en communication au sein de la même université en septembre 2004.

### Vie sacerdotale
Aumônier au Cours Secondaire Notre-Dame des Apôtres et vicaire à la paroisse Saint Michel de Cotonou, il est aussi coproducteur de la messe quotidienne télévisée de la paroisse Saint Mary of Mercy à Pittsburgh en Pennsylvanie (USA). Enseignant de français et directeur spirituel au Séminaire Propédeutique de Missérété au Bénin.

### Parcours journalistique et média
Le père André Quenum rentre au Bénin en 2004 après ses études. Il est nommé le 6 septembre 2004, directeur de publication de l’hebdomadaire La Croix du Bénin et directeur général de l’imprimerie Notre-Dame, il est aussi chargé de communication pour l’archidiocèse de Cotonou jusqu’à sa mort en 2014.

### Mort
Mort le lundi 10 novembre 2014 à 48 ans, ses obsèques ont lieu le 4 décembre 2014 au Grand Séminaire Saint-Gall de Ouidah au Bénin, après la messe présidée par Antoine Ganyé, archevêque de Cotonou.
Les membres du clergé aussi bien que les acteurs des médias dont Pascal Iréné Koupaki, ancien premier ministre de Boni Yayi, Albert Tévoédjrè, ancien médiateur de la République, Malick Gomina, président du Conseil national du Patronat de la Presse et de l'Audiovisuel, Stéphane Todomè, directeur général de l'Office de Radiodiffusion et Télévision du Bénin lui rendent un dernier hommage.

### Hommages
Cinq ans après sa mort, du 1er au 9 novembre 2019, plusieurs activités sont organisées pour lui rendre hommage à travers des neuvaines de prière dans différents lieux mémorables et des expositions photos.